# Мванза
Мва́нза (англ. Mwanza) — город в Танзании.

## Общие сведения
Город Мванза является административным центром танзанийского региона Мванза. Численность городского населения составляет 225 244 человека, с пригородами 436 811 человек (на 1.01.2005 года). Город расположен в районе проживания народа сукума. Крупный порт на озере Виктория, международный аэропорт, железнодорожный узел. В окрестностях Мванзы расположены крупные плантации хлопчатника, большую роль в экономике играет рыболовство на озере. Паромное сообщение с танзанийскими портами Мусома и Букоба, а также с Кенией и Угандой.

## География и история
Город расположен на южном берегу озера Виктория, на северо-западе Танзании, на восточном берегу залива Мванза (Mwanza Gulf).
Мванза была основана в 1892 году германскими колониальными властями. В 1916 году была занята англичанами. В 20-е годы XX века в районе города были обнаружены месторождения золота, в 1928 году к Мванзе была подведена линия железной дороги от Таборы. Во время Второй угандийско-танзанийской войны в 1978 году город подвергался бомбардировкам со стороны угандийских ВВС.

## Климат
Климат субэкваториальный. С октября по декабрь идут короткие дожди. С марта по май — затяжные. С января по февраль включительно в городе наблюдается засуха. Среднегодовое количество осадков, выпадающее в регионе от 930 мм на юге и юго-востоке до 1200 мм на островах Укереве. На температуру воздуха влияет близость озера Виктория, она варьируется от +25 до +28 °C. В сентябре-декабре температура достигает своего максимума +29 °C. В июне-августе +11...+20 °C.
| Показатель                                                     | Янв. | Фев. | Март | Апр. | Май | Июнь | Июль | Авг. | Сен. | Окт. | Нояб. | Дек. | Год  |
| -------------------------------------------------------------- | ---- | ---- | ---- | ---- | --- | ---- | ---- | ---- | ---- | ---- | ----- | ---- | ---- |
| Средний суточный максимум, °C                                  | 29   | 28   | 29   | 28   | 29  | 29   | 29   | 29   | 29   | 29   | 29    | 28   | 28,8 |
| Средний суточный минимум, °C                                   | 18   | 18   | 18   | 18   | 18  | 17   | 16   | 17   | 18   | 19   | 19    | 18   | 17,9 |
| Норма осадков, мм                                              | 97   | 104  | 155  | 145  | 94  | 20   | 13   | 20   | 46   | 46   | 114   | 147  | 1001 |
| Источник: Weatherbase: Historical Weather for Mwanza, Tanzania |      |      |      |      |     |      |      |      |      |      |       |      |      |

## Экономика
В Мванзе выращивают хлопок.

## Города-побратимы
- Вюрцбург (Германия), с 1966 года;
- Тампере (Финляндия);